# Dasychira hodoepora
Dasychira hodoepora är en fjärilsart som beskrevs av Collenette 1961. Dasychira hodoepora ingår i släktet Dasychira och familjen tofsspinnare. Inga underarter finns listade i Catalogue of Life.